# Liste der Biografien/Eie
Liste der Biografien |
Portal Biografien |
Personensuche
# |
A |
B |
C |
D |
E |
F |
G |
H |
I |
J |
K |
L |
M |
N |
O |
P |
Q |
R |
S |
T |
U |
V |
W |
X |
Y |
Z |
?
 
Ea |
Eb |
Ec |
Ed |
Ee |
Ef |
Eg |
Eh |
Ei |
Ej |
Ek |
El |
Em |
En |
Eo |
Ep |
Eq |
Er |
Es |
Et |
Eu |
Ev |
Ew |
Ex |
Ey |
Ez
 
Eia |
Eib |
Eic |
Eid |
Eie |
Eif |
Eig |
Eih |
Eij |
Eik |
Eil |
Eim |
Ein |
Eip |
Eir |
Eis |
Eit |
Eiv |
Eix |
Eiy |
Eiz
Die Liste der Biografien führt alle Personen auf, die in der deutschsprachigen Wikipedia einen Artikel haben. Dieses ist eine Teilliste mit 11 Einträgen von Personen, deren Namen mit den Buchstaben „Eie“ beginnt.

## Eie
- Eie, Kari Henneseid (* 1982), norwegische Biathletin
- Eie, Sandra (* 1995), norwegische Freestyle-Skisportlerin

### Eieb
- Eiebakke, August (1867–1938), norwegischer Maler

### Eiel
- Eielson, Carl Ben (1897–1929), US-amerikanischer Buschpilot

### Eier
- Eierle, Brigitte, deutsche Ökonomin und Hochschullehrerin (Universität Bamberg)
- Eiermann, Egon (1904–1970), deutscher Architekt, Möbeldesigner und HochschullehrerEgon Eiermann (1904–1970)

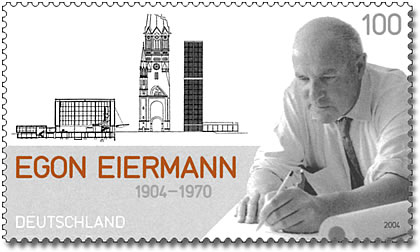
Egon Eiermann (1904–1970)

- Eiermann, Georg (* 1935), deutscher Fußballspieler
- Eiermann, Gerd (* 1954), deutscher Segler
- Eiermann, Lothar (1945–2024), deutscher Koch
- Eiermann, Willi (1925–2002), deutscher Politiker (SPD)
- Eiermann, Wolf (* 1960), deutscher Kunsthistoriker und Kurator